# Бабське
Бабське — селище в Україні, у Калуському районі Івано-Франківської області. Входить до складу Перегінської селищної громади. Колишній орган місцевого самоврядування — Ясенська сільська рада. Населення становить 153 особи (станом на 2001 рік).

## Географія
| Клімат Бабського        | Клімат Бабського | Клімат Бабського | Клімат Бабського | Клімат Бабського | Клімат Бабського | Клімат Бабського | Клімат Бабського | Клімат Бабського | Клімат Бабського | Клімат Бабського | Клімат Бабського | Клімат Бабського | Клімат Бабського |
| Показник                | Січ.             | Лют.             | Бер.             | Квіт.            | Трав.            | Черв.            | Лип.             | Серп.            | Вер.             | Жовт.            | Лист.            | Груд.            | Рік              |
| Середній максимум, °C   | −1,6             | 0,0              | 5,0              | 12,0             | 17,5             | 20,5             | 22,0             | 21,6             | 17,7             | 12,2             | 5,1              | 0,3              | 11,0             |
| Середня температура, °C | −4,8             | −3,1             | 1,1              | 7,1              | 12,2             | 15,3             | 16,7             | 16,2             | 12,6             | 7,5              | 2,0              | −2,3             | 6,7              |
| Середній мінімум, °C    | −7,9             | −6,2             | −2,8             | 2,3              | 7,0              | 10,1             | 11,5             | 10,9             | 7,5              | 2,9              | −1               | −4,9             | 2,5              |
| Норма опадів, мм        | 42               | 40               | 43               | 59               | 89               | 109              | 103              | 85               | 57               | 45               | 47               | 54               | 773              |
| ----------------------- | ---------------- | ---------------- | ---------------- | ---------------- | ---------------- | ---------------- | ---------------- | ---------------- | ---------------- | ---------------- | ---------------- | ---------------- | ---------------- |
| Джерело:                |                  |                  |                  |                  |                  |                  |                  |                  |                  |                  |                  |                  |                  |

## Населення
Станом на 1989 рік у селищі проживали 124 особи, серед них — 57 чоловіків і 67 жінок.
За даними перепису населення 2001 року у селищі проживали 153 особи. Рідною мовою назвали:
| Мова       | Кількість осіб | Відсоток |
| ---------- | -------------- | -------- |
| українська | 153            | 100,00 % |